# النفيلة (الرقة)
النفيلة قرية سورية تتبع ناحية الجرنية في منطقة الثورة في محافظة الرقة. بلغ عدد سكانها 554 نسمة في عام 2004 حسب إحصاء المكتب المركزي للإحصاء.